# Землеройки-убийцы
«Землеройки-убийцы» (англ. The Killer Shrews) — американский «природный» фильм ужасов 1959 года. Режиссёрский дебют Рэя Келлогга.
Лента находится в общественном достоянии в США.

## Сюжет
Торн Шерман и его друг Грисволд владеют небольшой лодкой, на которой доставляют провиант на уединённый остров. Там занимаются научными исследованиями доктор Марлоу Крэйгис и его ассистент доктор Рэдфорд Бейн. С ними на острове находятся дочь Крэйгиса — Энн, её жених Джерри и слуга Марио. По прибытии Торну и его другу советуют не выходить обратно в море, так как надвигается ураган. Торн принимает приглашение учёных, а Грисволд остаётся у судна.
Выясняется, что в уединении учёные решают проблему мирового голода: они хотят в два раза уменьшить рост людей, чтобы такой человек потреблял, соответственно, в восемь раз меньше пищи. Однако из-за их экспериментов на острове появились землеройки, выросшие до размеров средней собаки. Они быстро съели всех прочих животных на острове и теперь принялись за людей, начав с ничего не подозревающего Грисволда. Затем землеройки нападают на дом учёных, и всем приходится держать осаду в подвале. Также выясняется, что укус такой землеройки смертелен, от их яда погибают Марио и Рэдфорд. В итоге уцелевшие (Джерри решает остаться) пробираются к лодке Торна, смастерив примитивные доспехи. Вскоре Джерри решает также бежать, но по дороге его убивают землеройки. Фильм заканчивается тем, что капитан Торн Шерман, Энн и доктор Марлоу Крэйгис добираются до лодки и уплывают подальше от острова.

## В ролях
- Джеймс Бест — капитан Торн Шерман
- Кен Кёртис — Джерри Фаррел
- Барух Люмет — доктор Марлоу Крэйгис
- Ингрид Гоуде — Энн Крэйгис, дочь доктора Марлоу Крэйгиса
- Гордон Маклендон — доктор Рэдфорд Бейн

## Факты
- Фильм был показан в составе первого сезона телешоу «Это кино — отстой!» (англ. This Movie Sucks!), и в составе четвёртого сезона телешоу «Театр загадочной науки 3000» (англ. Mystery Science Theater 3000). В этом шоу обсуждались недостатки фильма: скука (первые две трети фильма действие происходит, в основном, в комнате, где персонажи разговаривают друг с другом), сами чудовища (собаки, одетые в костюмы землероек[1]), плохо разбираемая из-за акцента речь персонажей (среди главных героев — актриса-шведка и актёр-еврей).
- Кинокомпания Legend Films[англ.] выпустила на DVD цветную версию фильма, на одном диске с лентой «Гигантский монстр Джила[англ.]», увидевшей свет в том же 1959 году.
- Премьерный показ состоялся: в США — 25 июня 1959 (только в Далласе, штат Техас), в Западной Германии — 6 апреля 1962[2]. В Германии фильм вышел под названием Die Nacht der unheimlichen Bestien (рус. Ночь жуткого чудовища)[1].
- Роль доктора Бэйна исполнил Гордон Маклендон[англ.]. Он же являлся одним из продюсеров фильма. Маклендон на то время был владельцем нескольких радиостанций и кинотеатров в Техасе[1].
- Фильм находится в общественном достоянии[3].